# Typhochlaena costae
Typhochlaena costae é uma espécie de aranha do gênero Typhochlaena que foi descrita pela primeira vez em 2012 pelo aracnólogo Rogerio Bernati, esses animais se encontram pelo centro oeste, sudoeste e nordeste brasileiro, estão pelo cerrado, mata atlântica e caatinga, são aracnídeos de estilo arborícola.

## Biologia
Podem medir até o máximo de dois ou três centímetros de comprimento, quando querem, são bastante rápidas e ágeis, se alimentam de invertebrados, insetos do mesmo porte ou menores, e não tem uma peçonha preocupante, são animais doceis se não ameaçados, gostam de lugares úmidos e ligeiramente secos e climas frios.

## Características
Esses aracnídeos possuem tonalidades de rosa e vermelho na parte traseira, tonalidades de azul claro por quase todo o corpo, amarelo em seus pedipalpos e próximo ao abdômen, são animais que possuem muitas cerdas urticantes pelo seu corpo.
é conhecido de machos e fêmeas. O macho tem um embolus mais fino e curto do que outras espécies Typhochlaena. A fêmea possui espermatecae não espiralada, que divergem nas seções basais e são bastante longas. Em ambos os sexos o abdome é preto, com três pintas vermelhas lateralmente. As quelíceras e a borda dorsal mais anterior do cefalotórax (que é marrom) têm cerdas longas e muito rígidas . [2]